# Château de Saint-Pierre-Église
Le château de Saint-Pierre-Église est une demeure, du XVIIIe siècle, qui se dresse sur le territoire de la commune française de Saint-Pierre-Église, dans le département de la Manche, en région Normandie. L'édifice est partiellement inscrit au titre des monuments historiques.

## Localisation
Le château est situé, sur une petite hauteur à 400 mètres à l'ouest de l'église Saint-Pierre, sur la commune de Saint-Pierre-Église, dans le département français de la Manche.

## Historique
Au début du XVIe siècle, Jean de Clamorgan est en possession d'une « forte maison à pont-levis close à eaux »  enjambant des douves « face au portail de l'église ». Les Clamorgan, qui seraient d'origine saxonne, étaient seigneurs de Saint-Pierre-Église.
En 1575,, la seigneurie est acquise par Richard Castel, seigneur de Rauville. En 1594, lors des guerres de Religion, le château,, alors en possession de son fils Nicolas Castel, partisan d'Henri IV, est incendié par son voisin Jean de Raffoville, lieutenant du seigneur du Tourps, ligueur acharné. Nicolas après avoir saisi le Parlement de Normandie, à la suite d'un arrêt prononcé en 1597, reçoit la somme de 6 000 écus d'or de la part de l'incendiaire à titre de dommages et intérêts. Il s'empresse avec Jeanne de Couvert de Sottevast, qu'il vient d'épouser (1er septembre 1596), de reconstruire un manoir Renaissance, dans la pièce nommée la Cour des Acacias, ainsi que la ferme, sur laquelle a été ajouté un fronton Empire, inclus aujourd'hui dans les communs du château actuel,.
Charles Castel, fils de Nicolas, seigneur du lieu, verra, en 1644, ses terres érigées en baronnie par Anne d'Autriche. Charles-Irénée Castel de Saint-Pierre, né au manoir, l'un de ses cinq fils, connu aussi sous le nom d'« abbé de Saint-Pierre », sera célèbre, notamment par la publication de son Projet de paix perpétuelle, et séjournera de nombreuses fois au château.
Bon Hervé Castel (1682-1766), neveu de l'abbé de Saint-Pierre et second marquis de Saint-Pierre-Église, rase une partie du manoir Renaissance, et entreprend la construction du château actuel, entre 1730 et 1758, sur les plans de Nicolas Blondel, (1618-1686), ingénieur de marine,. Les travaux durèrent une vingtaine d'années, et le château est achevé en 1756. Dès 1730, la propriété avait été entourée de murs, avec de larges avenues dont les principales convergeaient vers une étoile.
En 1766, au décès de Bon Hervé Castel, son petit-neveu, le marquis Bon Paul Jacques Érard de Belisle († 1805) hérite du château. Bien qu'ayant contribué à la rédaction des cahiers de doléances de la noblesse du Val de Saire, et souhaité le maintien de la royauté, ce dernier reçoit néanmoins le commandement de la Garde nationale. Ses ennuis et ceux de sa femme, Françoise Constance Simon de Carneville (1749-1825), débutent lorsque son fils aîné, Bon Hervé Érard de Belisle († 1820), émigre. Les armoiries ornant le fronton du château sont alors recouvertes de plâtre. Au mois d'octobre 1793, il est déclaré suspect et incarcéré à Cherbourg. Le 22 décembre 1802, son épouse échange le château contre la terre de Carquebut et un corps de logis à Valognes situé rue Poterie avec Augustin Leviconte de Blangy, le frère de Pierre Henri Marie Leviconte de Blangy de Fontenay, et qui avec son épouse, Mme Marie-Charlotte-Françoise-Sophie de Hennot, entre ainsi en possession de Saint-Pierre,.
Lors de la Première Guerre mondiale le château est transformé en hôpital militaire.
Durant la Seconde Guerre mondiale, le château est occupé par les Allemands, qui truffent le parc de nombreux blockhaus, qu'ils détruisirent à la dynamite lors de leur départ, causant de graves dégâts au château et au parc. À l'occasion, ils s'emparèrent de deux grands tableaux qui ornaient le grand salon et qui manquent toujours à l'appel. Lors de la Libération, les Américains s'installent dans le château et y logent 450 dockers qui travaillent sur le port de Cherbourg. Après un an d'« occupation », ils le laissent dans un état très dégradé. Il faudra quinze ans à Hubert de Blangy pour restaurer le château. Il était en 2018 la possession du marquis Gérard de Blangy et de sa femme.

## Description
Il ne subsiste aucune trace de l'ancien château féodal, situé plus près de l'église, et dont les derniers vestiges furent enlevés pour régulariser la pièce d'eau. Les vestiges du château Renaissance, ayant précédé le château du XVIIIe siècle, sont englobés dans les communs actuels.
Dès 1730-1731, comme le laissent suggérer les dates gravées sur deux portes, le parc de 55 hectares, est clos de murs percés de quatre portes correspondant aux quatre points cardinaux, avec de larges avenues dont les huit principales convergeaient vers une étoile, et on plante des chênes et des hêtres, et on bâtit le château actuel à partir de 1750, qui sera achevé en 1758,.
La grille d'entrée principale et les deux pilastres cannelés qui la soutiennent furent mis en place par M. Auguste Pierre Henri Leviconte de Blangy. Ils proviennent du château d'Écausseville et furent ramenés après guerre afin de remplacer les piliers de style Empire qui avaient été détruits. Une grande allée, avec ses deux pavillons, autrefois bordée d'une triple rangée de chênes, mène à la cour d'honneur précédant le château.
Le château, long de 46 mètres sur 26 mètres de largeur, bâti sur un sous-sol voûté servant de caves, de cuisines et d'offices, se présente sous la forme d'un long bâtiment sans décoration d'un étage sur rez-de-chaussée avec sur chaque façade un avant-corps central à bossages surmonté d'un fronton sculpté avec une toiture qualifiée ultérieurement de style Louis XVI. Deux pavillons en légères saillies prolongent le corps de logis à gauche et à droite et s'éclairent par quatre fenêtres symétriques. Les murs sont en moellons enduits et les angles, les encadrements des ouvertures, les cordons ainsi que les corniches sont en pierre de taille sans aucun ornement.
Le rez-de-chaussée, séparé du premier étage par un linéament de pierre, s'éclaire par de hautes baies vitrées surmontées d'un linteau cintré. Seules les baies percées au rez-de-chaussée des avant-corps centraux sont surmontées d'un linteau en plein cintre. Une série de lucarnes, alignées sur les fenêtres du logis, habillent le toit à deux pans couvert d'ardoises.
Sur le fronton de la façade nord, la façade arrière, on peut voir un écu rond, surmonté d'une couronne de comte, arborant les armes de la famille Leviconte de Blangy : d'azur à trois coquilles d'or. Sur le fronton de la façade sud, ce sont celles de la famille de Choiseul Daillecourt qui sont gravées : d'azur à la croix d'or cantonnée de 18 billettes de même, 5 dans chaque canton du chef et 4 dans chaque canton de la pointe. Ces armoiries furent notamment portées par Félix comte de Choiseul-Daillecourt († 1840), époux d'Athénaïs-Blanche de Blangy, morte en 1884. Les trois pans coupés au centre de la façade correspondent à l'emplacement du grand salon de forme polygonale garni de miroirs et d'où l'on voit la mer distante d'à peine trois kilomètres. Il est décoré sobrement avec des boiseries Régence et une cheminée en marbre dont la plaque de fond figurant Vénus a été refaite.
À l'intérieur on peut notamment voir dans le hall d'entrée, l'escalier d'honneur avec sa rampe en fer forgé et à son pied un groupe sculpté en terre cuite de Ganymède et de l'aigle. En haut de l'escalier la galerie arbore une disposition assez rare. Les pièces, éclairées par de grandes fenêtres et dotées de haut plafonds, sont en enfilade à la mode du XVIIe siècle. Quant aux pièces de réception certaines ont conservé leurs anciennes décorations, d'autres ont dû être refaites après les dégradations survenues pendant la Seconde Guerre mondiale. Le mobilier ayant été détruit, les pièces ne comportent que peu de meubles du XVIIIe siècle qu'il a fallu retrouver. Certains panneaux peints au-dessus des portes figurant des scènes de chasse datent de la construction d'origine comme voulu par les Leviconte de Blangy. D'autres sont peints dans le goût des marines anglaises du XVIIIe siècle.
La façade nord est bordée d'une terrasse qui surplombe les jardins à l'origine dessinés à la française. Dans le parc, sur l'un des pavillons du château, on peut voir une tête d'homme sculptée.
Un tunnel aurait relié le château de Saint-Pierre aux caves de la cour d'Inthéville, à Fermanville.

## Protection
Au titre des monuments historiques :
- le château est inscrit par arrêté du 6 janvier 1930 ;
- le portail d'entrée ; les façades et toitures des deux pavillons d'entrée ; la cour d'honneur ; le parterre et perspective Ouest et le parterre Est sont inscrits par arrêté du 28 septembre 1970.

## Propriétaires
Liste non exhaustive.
- Raoul Lesage (1417-† 1438)
- Famille Clamorgan (1438-1575)
  - Thomas V de Clamorgan (1438-1468), cousin du précédent
  - Jean de Clamorgan (1515), petit-fils du précédent
  - Jean de Clamorgan, fils du précédent
  - Jacqueline de Clamorgan (jusqu'en 1575)
- Famille Castel
  - Richard Castel (1575-† 1592)
  - Nicolas Castel (1592-† 1634), fils du précédent
  - Pierre Castel (1634-† 1640), fils du précédent
  - Charles Castel (1644-† 1676), frère du précédent
  - Bon-Thomas Castel († 1712)
  - Bon Hervé Castel (1712-† 1766)
- Bon Paul Jacques Érard de Belisle (1766-1802), petit-neveu du précédent
- Famille Leviconte de Blangy
  - Auguste Pierre Henri Leviconte de Blangy (1802-1828)
  - Mme de Blangy née Marie-Charlotte-Françoise-Sophie de Hennot (1828-1852), épouse du précédent
  - Gaston Leviconte de Blangy (1852-1856), fils des précédents
  - Athénaïs Blanche Rose Marie Laetitia Leviconte de Blangy (1856-6 janvier 1884), sœur du précédent
- Charles de Choiseul-Daillecourt († 4 mai 1884), fils de la précédente
- Marie Octavie Victorine Alix de Choiseul-Daillecourt († 1897), sœur du précédent
- Famille de Blangy
  - Auguste de Blangy
  - Emmanuel de Blangy († 1942), neveu du précédent
  - Hubert de Blangy († 1962), fils du précédent
  - Gérard de Blangy, fils du précédent

## Visite et locations
Le marquis Gérard de Blangy et sa femme louent les salons et les extérieurs du château pour des réceptions.
Le parc et le château sont accessibles à la visite pour les groupes.